# De dertig belletjes
De dertig belletjes is het tweede stripalbum uit de Djinn-reeks en behoort samen met De favoriete, De tatoeage en De schat tot de Ottomaanse cyclus. De strip werd voor het eerst uitgegeven bij Dargaud in februari 2001. Het album is getekend door Ana Miralles met scenario van Jean Dufaux.